# Isabella Bartdorff
Isabella Bartdorff (* 1975 in Regensburg, Bayern) ist eine deutsche Schauspielerin.

## Leben

### Ausbildung und Theater
Bartdorff wuchs in der Nähe von Regensburg auf. Nach einem Umzug nach Berlin machte sie ihr Abitur an der Fichtenberg-Oberschule Berlin-Steglitz und studierte anschließend Anglistik und Kunstgeschichte an der Freien Universität Berlin. 1998 nahm sie ein Schauspielstudium an der Hochschule für Musik und Darstellende Kunst Frankfurt am Main auf, das sie 2002 mit Auszeichnung abschloss. In der Folge arbeitete sie an verschiedenen Theatern in Deutschland, u. a. am Schauspiel Frankfurt, Schauspiel Essen, Schauspiel Bonn, Staatstheater Darmstadt, Staatstheater Braunschweig, Theater Innsbruck und auf Kampnagel Hamburg. Sie arbeitete dabei z. B. mit Karin Beier, Michael Gruner, Thomas Krupa, Cesare Lievi, Joachim Schloemer. Seit 2012 war sie wiederholt im Bereich Performance tätig: seit 2014 als freies Mitglied des Performance-Kollektivs OFF deluxe in Freiburg i.Br. und 2015 als Gast bei subbotnik, Köln.

### Fernsehen
2016 wurde Bartdorff von Hans-Christian Schmid in der 8-teiligen ARD-Miniserie Das Verschwinden besetzt. Daraufhin wirkte sie 2017 unter Regie von Robert Thalheim im Schwarzwald-Tatort "Goldbach" mit.

## Filmographie (Auswahl)
- 2003: Die Glücklichen (Kurzfilm)
- 2004: Garbsen (Kurzfilm)
- 2005: Nachtlichter (Kurzfilm)
- 2012: The State is a Lady (Kurzfilm)
- 2015: Weather a Charm (Kurzfilm)
- 2017: Tatort: Goldbach
- 2017: Das Verschwinden
- 2019: Morden im Norden (Fernsehserie, Folge: Klassenkampf)
- 2020: In aller Freundschaft – Die jungen Ärzte (Fernsehserie, Folge: Blickwinkel)
- 2020: Tatort: Unklare Lage
- 2021: Die Bestatterin – Die unbekannte Tote
- 2021: Marie Brand und der Tote im Trikot
- 2023: SOKO Leipzig (Fernsehserie, Folge Keine Rettung)
- 2023: Unter anderen Umständen: Mütter und Söhne
- 2025: In aller Freundschaft (Fernsehserie, Folge Alles für ein Kind)

## Theater (Auswahl)
- 2001–2002: Kampnagel Hamburg / Schauspiel Frankfurt: Blaubart-Hoffnung der Frauen – Regie: Anna Schildt
- 2003–2004: Theater Bonn: Das Weite Land – Regie: Bruno Klimek
- 2003–2004: Staatstheater Darmstadt: Rocky Horror Show – Regie: Michael Gruner
- 2003–2005: Nibelungenfestspiele Worms: Die Nibelungen – Regie: Karin Beier
- 2005–2006: Staatstheater Braunschweig: Schöne Bescherungen – Regie: Thomas Goritzki
- 2006: Theater Innsbruck: Ein Sportstück – Regie: Thomas Oliver Niehaus
- 2008: Theater Freiburg: Corpus Delicti – Regie: Sandra Strunz
- 2008–2009: Theater Freiburg: Tango la Queen – Regie: Joachim Schloemer
- 2011: PVC Tanz / Theater Freiburg: Labyrinth – Regie: Tommy Noonan
- 2013–2014: Theater Aachen: Der Vorname – Regie: Wolfgang Hagemann
- 2014–2015: E-Werk Freiburg: Von einem Glück aus Sinken und Gefahr – R: Tom Schneider/OFF deluxe
- 2015: FFT Düsseldorf: Traum eines lächerlichen Menschen – Regie: subbotnik
- 2015: Theater Aachen: Sieben Sonette –  Regie: Philip Stemann
- 2015: OFF deluxe: Rauschen – Regie: OFF deluxe
- 2017: E-Werk Freiburg/tanzhaus Zürich: George –  Regie: Tom Schneider/OFF deluxe
- 2017: Theater Kaiserslautern: Geächtet – Regie: Harald Demmer

## Hörspiele und Hörbücher (Auswahl)
Seit 2002 spricht Bartdorff für arte, Deutschlandradio, den Hessischen Rundfunk und vor allem für den Südwestrundfunk.
- 2010: Birding Babylon – Regie: Iris Drögekamp
- 2014: Der Erste Weltkrieg – Regie: Helge Heynold
- 2016: Little Men and Little Miss – Regie: Iris Drögekamp

## Privates
Bartdorff lebt in Freiburg im Breisgau. Sie spricht fließend Spanisch, Französisch und Englisch.